# Кестеноваць (Доній Лапаць)
44°38′ пн. ш. 16°01′ сх. д. / 44.63° пн. ш. 16.01° сх. д.
Кестеноваць (хорв. Kestenovac) — населений пункт у Хорватії, у Лицько-Сенській жупанії у складі громади Доній Лапаць.

## Населення
Населення за даними перепису 2011 року становило 39 осіб.
Динаміка чисельності населення поселення:

## Клімат
Середня річна температура становить 9,16 °C, середня максимальна – 23,30 °C, а середня мінімальна – -7,34 °C. Середня річна кількість опадів – 1246 мм.
| Клімат поселення                              | Клімат поселення | Клімат поселення | Клімат поселення | Клімат поселення | Клімат поселення | Клімат поселення | Клімат поселення | Клімат поселення | Клімат поселення | Клімат поселення | Клімат поселення | Клімат поселення | Клімат поселення |
| Показник                                      | Січ.             | Лют.             | Бер.             | Квіт.            | Трав.            | Черв.            | Лип.             | Серп.            | Вер.             | Жовт.            | Лист.            | Груд.            |                  |
| Середній максимум, °C                         | 6,64             | 8,12             | 11,67            | 15,66            | 20,06            | 23,30            | 23,07            | 22,60            | 18,99            | 14,96            | 9,33             | 5,07             |                  |
| Середня температура, °C                       | −0,35            | 1,13             | 4,67             | 8,66             | 13,08            | 16,30            | 18,46            | 18,00            | 14,38            | 10,37            | 4,72             | 0,48             |                  |
| Середній мінімум, °C                          | −7,34            | −5,86            | −2,32            | 1,67             | 6,07             | 9,31             | 13,86            | 13,41            | 9,78             | 5,75             | 0,13             | −4,13            |                  |
| Норма опадів, мм                              | 86               | 89               | 96               | 108              | 98               | 98               | 82               | 87               | 116              | 126              | 144              | 116              |                  |
| Середньомісячна швидкість вітру, м/с          | 1.67             | 1.81             | 2.07             | 2.07             | 1.90             | 1.67             | 1.65             | 1.54             | 1.57             | 1.67             | 1.80             | 1.86             |                  |
| Середньомісячна сонячна радіація, кДж/м²·день | 4651             | 7351             | 10868            | 15375            | 19356            | 21495            | 23155            | 20070            | 14841            | 9538             | 5132             | 3866             |                  |
| --------------------------------------------- | ---------------- | ---------------- | ---------------- | ---------------- | ---------------- | ---------------- | ---------------- | ---------------- | ---------------- | ---------------- | ---------------- | ---------------- | ---------------- |
| Джерело:                                      |                  |                  |                  |                  |                  |                  |                  |                  |                  |                  |                  |                  |                  |